# Gulácsy Mária
Gulácsy Mária (Beregszász, 1941. április 27. – Budapest, 2015. április 13.)  kétszeres világbajnok, olimpiai ezüstérmes vívó, tanárnő.

## Élete
Édesapja Beregszászon maradt, édesanyjával Budapestre költöztek fel. 12 éves korában kezdett el a Vasasban vívni. Az óbudai Martos Flóra Gimnáziumban érettségizett le, azonban családi háttere miatt nem mehetett egyetemre, habár orvosnak készült. Először asszisztensként dolgozott a Sportkórházban, majd dolgozott takarítónőként is. Végül német-pedagógia szakon diplomázott. 
1957-ben edzőjével, Somos Bélával együtt a Honvéd csapatához került. 1962 és 1969 között magyar válogatott volt, amellyel egy olimpiai ezüstérmet (1968), valamint két világbajnoki arany- (1962, 1967) és egy ezüstérmet szerzett (1966). 1972-ben vonult vissza az aktív sporttól. 1985-tól 1996-os nyugalmazásáig a XIII. kerületi Huba utcai Vendéglátóipari Szakközépiskola tanára volt, valamint fordítással foglalkozott. A sporttal sem hagyott fel, evezős férje révén közel került a túraevezéshez és a túrakajakozáshoz is. Három gyermeke született.
2015. április 13-án Budapesten hunyt el.